# Zosterop frontverd
El zosterop frontverd (Zosterops minor) és un ocell de la família dels zosteròpids (Zosteropidae).

## Hàbitat i distribució
Habita els boscos de Nova Guinea, Yapen i l'Arxipèlag d'Entrecasteaux.